# رافائيل هاميلتون
رافائيل هاميلتون (بالإنجليزية: Raphael Hamilton)‏ هو أمين الأرشيف ومؤرخ أمريكي، ولد في 5 نوفمبر 1892، وتوفي في 19 أبريل 1980.